# دائرة تسدان حدادة
دائرة تسدان حدادة هي إحدى دوائر ولاية ميلة الجزائرية.